# سيمون هيسلوب
سيمون هيسلوب (1 مايو 1987 بيورك في المملكة المتحدة - ) (بالإنجليزية: Simon Heslop)‏ هو لاعب كرة قدم بريطاني في مركز الوسط. لعب مع أكسفورد يونايتد وستيفيناغ بوروه وغريمسبي تاون ونادي بارنسلي ونادي ريكسهام ونادي لوتون تاون ونادي يورك سيتي ونادي كيترينغ تاون ونادي هاليفاكس تاون ونورثويتش فيكتوريا ونادي كيدرمينستر هاريرز لكرة القدم ونادي مانسفيلد تاون ونادي تاموورث وEastleigh F.C. ‏ ونادي توركي يونايتد.

## وصلات خارجية
- سيمون هيسلوب على موقع قاعدة بيانات كرة القدم.إي يو (الإنجليزية)
- سيمون هيسلوب على موقع Soccerbase.com (لاعب) (الإنجليزية)
- سيمون هيسلوب على موقع Soccerway.com (الإنجليزية)